# Bořetice (Neustupov)
Bořetice (Duits: Borschetitz of Borschetitz bei Neustupau) is een Tsjechische plaats in de gemeente Neustupov, regio Midden-Bohemen, en maakt deel uit van het district Benešov. Het dorp ligt op 1 kilometer afstand van Neustupov.
Bořetice telt 25 inwoners (2021).

## Geografie
Langs de zuidkant van het dorp stroomt de Slupskýbeek (Duits: Sluper Bach), die uitmondt in de rivier de Blanice en tevens in het Překážkameer in het dorp.

## Geschiedenis
De eerste schriftelijke vermelding van het dorp dateert van 1544.
Sinds 1960 is Bořetice ondergebracht bij het district Benešov.

## Verkeer en vervoer

### Autowegen
Er leidt een regionale weg naar het dorp.

### Spoorlijnen
Er is geen station in Bořetice. Het dichtstbijzijnde station is in Votice, op zo'n negen kilometer afstand. Dat station ligt aan spoorlijn 220 van Praag naar Tábor.

### Buslijnen
Er is één bushalte in het dorp:
| Halte               | Lijn(en)   | Traject(en)                                  | Vervoerder(s)                    |
| ------------------- | ---------- | -------------------------------------------- | -------------------------------- |
| Neustupov, Bořetice | 452 390452 | Benešov - Mladá Vožice Votice - Mladá Vožice | CŠAD Benešov BusLine jižní Čechy |

## Bezienswaardigheden
- Monumentale klokkentoren

## Galerij

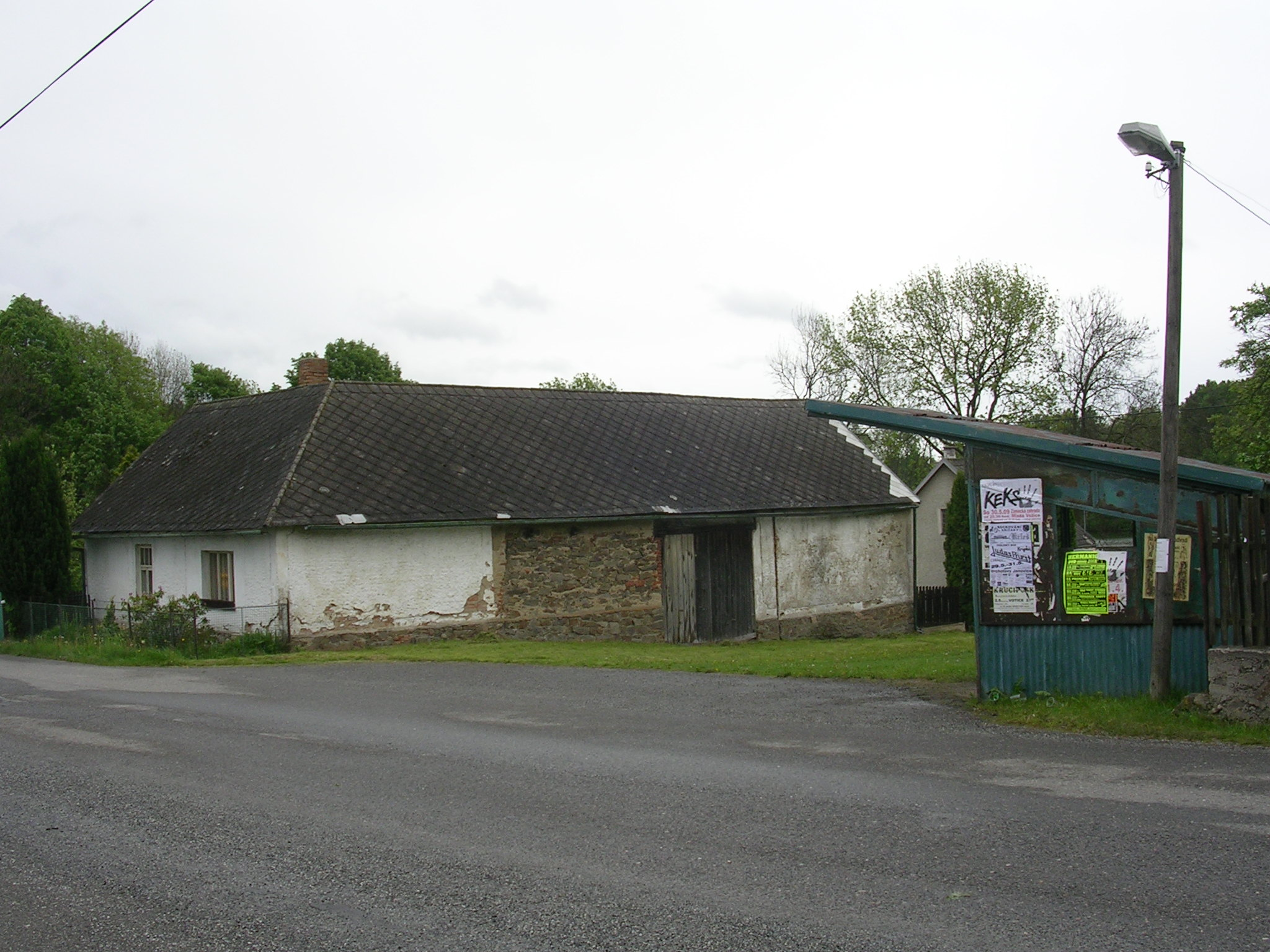
Bushalte in het dorp (2009)